# Pablo Herrera Allepuz
Pablo Herrera Allepuz (Castellón de la Plana, 29 de junio de 1982) es un deportista español que compitió en voleibol, en la modalidad de playa, haciendo pareja con Javier Bosma (2003–2004), Raúl Mesa (2005–2008) y Adrián Gavira (2009–2024).

## Historia
Participó en seis Juegos Olímpicos de Verano, obteniendo una medalla de plata en Atenas 2004, en el torneo masculino (junto con Javier Bosma), y el noveno lugar en Pekín 2008, Londres 2012, Río de Janeiro 2016, Tokio 2020 y París 2024.
Obtuvo cuatro medallas en el Campeonato Europeo de Vóley Playa entre los años 2005 y 2018. Además, ganó ocho veces el Campeonato de España, en 2009-2011, 2014, 2017-2019 y 2021.
El 4 de julio de 2023 anunció su retirada en una entrevista en el Periódico MARCA. "No me veréis después de París 2024", dijo el jugador de vóley playa. Una despedida que realizó por todo el Beach Pro Tour consiguiendo el acceso a los Juegos Olímpicos de París 2024, sus sextos y que además supusieron un nuevo récord para el vóley playa español con tres parejas en el cuadro final de unos juegos. Unos JJOO en los que consiguieron una gran actuación y pasaron por primera vez de octavos de final desde que conformaban la pareja Herrera/Gavira. Lo hicieron ante los polacos Bartosz Łosiak y Michał Bryl ganando por 2-0 y accediendo a los cuartos de final donde caerían definitivamente contra los noruegos Anders Mol y Christian Sørum por 0-2. Su último campeonato lo disputó en Castellón, su ciudad natal, rodeado de su gente y donde se pudo despedir del vóley playa profesional.

"Hasta aquí he llegado, he dado todo lo que podía e incluso algo más. Todo esto hubiera sido imposible sin el apoyo de mi familia, que ha renunciado a muchas cosas para que yo pudiera cumplir mi sueño. Han sido los mejores años de mi vida y ahora quiero dedicarle tiempo a mi familia. Me toca dar un paso al lado, pero espero muchos torneos aquí en casa para promocionar este deporte que ha sido mi vida"
Pablo Herrera en su discurso de despedida

## Palmarés

### Juegos Olímpicos
| Año  | Campeonato  | Pareja       | Oponentes en la final       | Resultado         |
| 2004 | Atenas 2004 | Javier Bosma | Ricardo Santos Emanuel Rego | 0-2 (16-21/15-21) |

### Campeonato de Europa
| Año  | Campeonato      | Pareja        | Oponentes en la final              | Resultado                 |
| 2005 | Moscú 2005      | Raúl Mesa     | Patrick Heuscher Stefan Kobel      | 2-1 (17-21, 22-20, 15-12) |
| 2009 | Sochi 2009      | Adrián Gavira | Julius Brink Jonas Reckermann      | Retirada por lesión       |
| 2013 | Klagenfurt 2013 | Adrián Gavira | Jānis Šmēdiņš Aleksandrs Samoilovs | 2-0 (21-19, 21-17)        |
| 2018 | La Haya 2018    | Adrián Gavira | Ilia Leshukov Konstantín Semiónov  | 2-1 (21-17, 13-21, 15-12) |

### Beach Pro Tour
| Leyenda           |
| BPT Finals (0)    |
| BPT Elite 16 (1)  |
| BPT Challenge (1) |
| BPT Futures (0)   |

| N.º | Fecha               | Torneo  | Pareja        | Oponentes en la final           | Resultado                 |
| --- | ------------------- | ------- | ------------- | ------------------------------- | ------------------------- |
| 1.  | 24 de junio de 2018 | Ostrava | Adrián Gavira | Piotr Kantor Bartosz Łosiak     | 2-1 (27-25, 15-21, 15-11) |
| 2.  | 19 de marzo de 2023 | La Paz  | Adrián Gavira | Stefan Boermans Yorick de Groot | 2-1 (21-17, 15-21, 15-12) |

Finalista (4)
| N.º | Fecha                 | Torneo   | Pareja        | Oponentes en la final         | Resultado                 |
| --- | --------------------- | -------- | ------------- | ----------------------------- | ------------------------- |
| 1.  | 14 de julio de 2018   | Gstaad   | Adrián Gavira | Anders Mol Christian Sørum    | 0-2 (18-21, 12-21)        |
| 2.  | 15 de mayo de 2022    | Madrid   | Adrián Gavira | Quentin Métral Yves Haussener | 1-2 (21-11, 25-27, 13-15) |
| 3.  | 22 de octubre de 2023 | Goa      | Adrián Gavira | Robin Seidl Moritz Pristauz   | 1-2 (21-18, 16-21, 15-17) |
| 4.  | 25 de agosto de 2024  | Hamburgo | Adrián Gavira | Anders Mol Christian Sørum    | 0-2 (15-21, 11-21)        |